# مویی اسپرینگز (آیداهو)
مویی اسپرینگز(به انگلیسی: Moyie Springs) شهری در شهرستان باندری ایالت آیداهو است که جمعیت آن در سرشماری سال ۲۰۱۰ میلادی ۷۱۸ نفر بوده است.